# Club Sport Marítimo (féminines)
Maillots
Actualités
Dernière mise à jour : 26 novembre 2023.
Le Club Sport Marítimo est un club portugais de football basé à Funchal, sur l’île de Madère, fondée en 1910. 
Le Maritimo est un club omnisports mais est surtout connue pour son équipe de football professionnel. Il gère aussi un centre de formation, de l’athlétisme, du handball, du volley-ball, du rink hockey, du futsal, du basket-ball, de la natation, un club automobile, et un club de gymnastique (rythmique et artistique).
L’équipe séniore féminine, créée en 2012, évolue dans le Campeonato Nacional Feminino. 

## Histoire
Le 20 septembre 1910, le Club Sport Marítimo est créé à l'initiative de Cândido Gouveia alias "Candinho", qui en devient le premier membre. Il est propriétaire du bar "Aurora" dans la vieille ville, qui est aussi le premier siège de l'association sportive. C’est ainsi qu’est né le Marítimo, pour représenter non seulement les classes maritimes, mais aussi pour soutenir la future République. Lors des premières rencontres, une bande verte et une bande rouge sont utilisées pour distinguer les deux équipes, qui deviennent les couleurs du club. 
Le tout premier bureau est composé de : 
- Socio-fondateur : Cândido Gouveia (Candinho)
- Président : Joaquim Pontes
- Vice-Président :  João Rodrigues
- Trésorier : Venâncio de Freitas
- Secrétaire : José Olavo Rodrigues

### Historique des logos du club
Le premier emblème du glorieux CS Marítimo est un ballon de football, avec une bannière et les initiales - CSM, une ancre, une bouée, un gouvernail et une rame, c’est-à-dire, tout ce qui a à voir avec la mer. Emblème qui restera jusqu’en 1916.

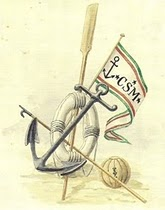
1910–1916
1999–2022

## Résultats sportifs

### Bilan saison par saison
Le tableau suivant retrace le parcours de la section féminine depuis sa création en 2012.
| Édition   | Division 1                   | Division 2 | Divisions régionales | Coupe du Portugal   | Supercoupe du Portugal | Coupe de la Ligue             | Coupes Européennes |
| 2012-2013 | -                            | -          | Vice-champion        | -                   | -                      | Coupe de la Ligue inexistante | -                  |
| 2013-2014 | -                            | -          | Vice-champion        | -                   | -                      | Coupe de la Ligue inexistante | -                  |
| 2014-2015 | -                            | -          | Vice-champion        | -                   | -                      | Coupe de la Ligue inexistante | -                  |
| 2015-2016 | -                            | -          | Vice-champion        | -                   | -                      | Coupe de la Ligue inexistante | -                  |
| 2016-2017 | -                            | -          | Vice-champion        | -                   | -                      | Coupe de la Ligue inexistante | -                  |
| 2017-2018 | -                            | Vainqueur  | Vainqueur            | -                   | -                      | Coupe de la Ligue inexistante | -                  |
| 2018-2019 | 7e                           | -          | -                    | 1/16e de finale     | -                      | Coupe de la Ligue inexistante | -                  |
| 2019-2020 | 6e                           | -          | -                    | 1/16e de finale     | -                      | -                             |                    |
| 2020-2021 | 3e Série Sud 6e Phase finale | -          | -                    | Compétition annulée | -                      | 1/4 de finale                 | -                  |
| 2021-2022 | 4e Série Sud 5e Phase finale | -          | -                    | 1/4 de finale       | -                      | 1/2 finale                    | -                  |
| 2022-2023 | 11e                          | -          | -                    | 1/8e de finale      | -                      | 1re Phase                     | -                  |
| 2023-2024 | 7e                           | -          | -                    | 1/8e de finale      | -                      | 1/4 de finale                 | -                  |

## Personnalités du club

### Historique des présidents
- Carlos André Gomes (Président du club) 2023-
- Rui Fontes (Président du club) 2021-2023
- Carlos Pereira (Président du club) 1997-2021
- Rui Fontes (Président du club) 1988-1997

### Entraîneurs
| Entraîneur        | Période              | Titres | Matchs dirigés | Victoires | Nuls | Défaites | % victoires |
| Robert Teixeira   | 2018-2019            | 1      | 23             | 8         | 5    | 10       | 34,78 %     |
| Fábio Ivan Barros | 2019                 | 1      | -              | -         | -    | -        | - %         |
| Luís Gabriel      | 2019-2022            | 0      | 66             | 30        | 3    | 33       | 45,45 %     |
| Filipe Neto       | juillet-octobre 2022 | 0      | 6              | 1         | 0    | 5        | 16,67 %     |
| Albano Oliveira   | octobre 2022-        | -      | 34             | 14        | 5    | 15       | 41,18 %     |

### Meilleures buteuses par saison
Ce tableau présente les meilleures buteuses du Club Sport Marítimo à l'issue de chaque saison (toutes compétitions confondues).
| Saison    | Joueuse          | Buts |
| --------- | ---------------- | ---- |
| 2012-2013 | Laura Luis       | 44   |
| 2018-2019 | Érica Costa      | 12   |
| 2019-2020 | Érica Costa      | 10   |
| 2020-2021 | Telma Encarnação | 18   |
| 2021-2022 | Telma Encarnação | 23   |
| 2022-2023 | Telma Encarnação | 15   |
| 2023-2024 | Telma Encarnação | 17   |